# Alan Bullock
Alan Louis Charles Bullock (bij Trowbridge (Wiltshire), 13 december 1914 – Oxfordshire, 2 februari 2004) was een Brits historicus.

## Levensloop
Bullock studeerde geschiedenis aan de Universiteit van Oxford. Hij werkte kort als assistent van Winston Churchill toen deze zijn History of the English-Speaking Peoples schreef. Als astmapatiënt werd hij tijdens de Tweede Wereldoorlog ontheven van militaire taken en was hij verbonden aan de BBC. Na de oorlog keerde hij als wetenschappelijk medewerker terug naar Oxford.
Zijn bekendste werk, Hitler: A Study in Tyranny (1952), beschrijft de opkomst en ondergang van de Duitse dictator Adolf Hitler. Bullock poneert daarin de stelling dat Hitler een immorele opportunist was die menselijk relaties reduceerde tot machtsverhoudingen. De krachtigste, machtigste en meest gewelddadige man heeft altijd het laatste woord en dus het recht de ander te domineren. Hitler was volgens Bullock in deze levensvisie niet uniek; hij verschilde van anderen doordat hij zijn wereldblik tot het uiterste in de praktijk bracht. De belangrijkste primaire bronnen van dit invloedrijke standaardwerk vormden de verslagen van de Neurenberger processen en de in 1945 in Amerikaanse handen gevallen Duitse archieven.
De helder geschreven Hitlerbiografie vestigde zijn naam als geschiedkundige en stelde hem in staat fondsen te verwerven om in 1962 het St Catherine's College op te richten. In de jaren zeventig was Bullock voorzitter van diverse commissies ter verbetering van het Brits onderwijs. 
Alan Bullock overleed op 89-jarige leeftijd.

## Werken (belangrijkste)
- Hitler. A Study in Tyranny, 1952
  - Nederlandse vertaling door John Vandenberg: Hitler. Leven en ondergang van een tiran (Utrecht 1958).
- Ernest Bevin, foreign secretary, 1983
- The Humanist Tradition in the West, 1985
- Hitler and Stalin: Parallel lives, 1991